# Hollywood Undead
 Ikke at forveksle med The Undead.
Hollywood Undead er et amerikansk rap- og rockband fra Los Angeles i Californien. De udgav deres debutalbum, Swan Songs, 2. september 2008 og deres live-cd/-dvd Desperate Measures 10. november 2009. Efterfølgende har bandet udgivet fire albums under titlerne American Tragedy (2011), Notes From The Underground (2013), Day of the Dead (2015), Five(V) (2017), samt ep'en PSALMS (2018).
Bandet kendetegnes ved brug af masker under koncerter samt fotosessions. Hvert medlem af bandet har deres eget unikke design af maske, men alle maskerne stammer fra designet af en traditionel hockey maske.
Bandet har solgt over to millioner plader i USA og omkring tre millioner plader på verdensplan.

## Historie

### Formation ogSwan Songs(2005–2009)
Bandet opstod i 2005, fra en sang med navn "The Kids" som J-Dog og Deuce lage op på bandets MySpace profil. De fik så mange positive anmeldelser at det førte dem til at forme en gruppe. Gruppen indeholdte Shady Jeff, Da Kurlzz, Johnny 3 Tears, Charlie Scene, J-dog, Deuce og Funny Man. Sangen "The Kids" skulle oprindeligt have heddet Hollywood, og bandets navn skulle være Undead. De skrev "Hollywood" (sangtitlen) og Undead (bandets navn) på en CD, og gav den til J-Dogs nabo, som troede, at deres band blev kaldt Hollywood Undead, fordi det stod på CD'en, og det kunne alle i bandet lide, og sådan fik de navnet Hollywood Undead.
Bandet tog kun et år om at arbejde på deres debutalbum, Swan Songs. De andre to år gik på at lede efter virksomheder som ikke prøvede på at censurere deres album. Først skrev de en pladekontrakt med MySpace Records i 2005, men forlod dem efter at de prøvede at censurere deres første album. De skrev efterfølgende kontrakt med A&M/Octone Records, som udgav deres første album Swan Songs den 2. september 2008, og albummet opnåede en placering som nummer 22 på Billboard 200 den første uge efter udgivelsen og solgte 21.000 kopier. Den 18. maj 2009 udgav de to bonusnumre. I april 2009 turnerede de med Skrillex. Den 23. juni 2009 udgav de deres Swan Songs B-Sides EP igennem ITunes.
I juli 2009 udgav bandet sangen "Dove and Grenade", som hørte til deres kommende CD/DVD Desperate Measures, som officielt blev udgivet den 10. november 2009. CD'en inkluderede seks ikke udgivet sange, tre af dem som var covernumre, et remix af "Everywhere I Go", seks liveoptagelser af sange fra Swan Songs og en DVD med en præsentation af bandet. I december 2009 vandt bandet for "Best Crunk/Rock Rap Artist" ved Rock on Request Awards. I den første uge af udgivelsen af Desperate Measures fik den en placering som nummer 29 på Billboard 200, og den toppede også hitlisterne som nummer 10 på Billboards Rock album, nummer 8 på Alternative Albums, nummer 5 på Hard Rock album og nummer 15 på Digital Albums.

### Afsked med Deuce ogAmerican Tragedy(2010–2011)
I starten af 2010 meddelte bandet, at sangeren Deuce havde forladt bandet på grund af musikalske forskelle. Mange havde også på fornemmelsen, at det var sket, fordi Deuce ikke dukkede op på "Vatos Locos-turen". Efter et par uger spurgte bandet en god ven, Daneil Murillo, som de havde kendt i lang tid, om han ikke kunne tage Deuces plads. Det var ikke lang tid efter, at Daniel netop havde fremført auditions for sæson 9 af American Idol. Daniel valgt at droppe ud af konkurrencen for at komme med i bandet. Daniel var også forsangeren i bandet Lorene Drive. Deuce udgav senere en sang ved navn "Story of a Snitch" imod bandet, hvor han siger, at han blev smidt ud. Bandet udtalte, at de ikke ville "synke til hans niveau" og valgte at ignorere det. I midten af januar udtalte bandet, at Daniel Murillo var officielt medlem under navnet "Danny".
Man vidste ikke særligt meget om situationen, indtil det blev bragt op af intervieweren Bryan Stars på YouTube. Johnny 3 Tears og Da Kurlzz fortalte ham, at bandet skulle hele tiden tilfredsstille Deuce, når de var på turné. "Det var så slemt, at jeg ikke tror, at der ville have været et andet album, hvis han stadig var med os", fortalte Da Kurlzz. Johnny 3 Tears sagde: "Det var bare, at han ikke kunne lide at være på turné, så vi blev nødt til at gøre ting for at gøre ham glad. Han påstod også, at han skrev alle sangene". Bandet valgte senere at droppe emnet og sagde, at de er kommet over det og vil helst ikke komme ind i for mange detaljer.
Martini Beerman fra rock.com interviewede Charlie Scene og J-Dog, og de valgte at forklare, hvordan det førte til at de splittede. Charlie Scene fortalte intervieweren, "Han ville have sin egen personlige assistent (Jimmy Yuma) med ud og turnere. Ingen af os havde en personlig assistent, vi er ikke egoistiske. Vi har ikke brug for det, og han ville have, at bandet skulle betale for det, og det gjorde vi i fire måneder. Efter det var vi ligesom, 'vi gider ikke betale 800 dollars om ugen for at få din ven med ud på turne'. Vi tog til lufthavnen for at flyve ud til vores næste tour, og han dukkede ikke op. Så vi var ligesom, hvad fanden skal vi gøre? Vi ringede til ham, han svarede ikke. Så de første to uger af turen sang jeg hans dele".
Bandet begyndte at skrive materiale for deres andet studiealbum American Tragedy. Den 1. april 2010 startede bandet deres egen iheartradio sation, med horror- og thrillerfortællinger. I interviews har bandet erklærede intentioner om at indspille deres andet album i sommeren 2010 og udgive det om efteråret. James Deiner, leder af bandets pladeselskab, bekræftede, at det næste album ville blive udgivet i efteråret 2010 og mente, at det ville lancere dem til mere mainstream succes og gøre det til et "stort næste skridt" for bandet. Bandet bekræftede også, at produceren Don Glimore, som også arbejde med deres debutalbum, er kommet tilbage for at producere det nye album. De blev færdig med at indspille sangene omkring miden af november, og bandet begyndte at sammensætte albummet dagen efter Thanksgiving.
Bandet begyndte en marketingkampagne for deres andet album og var hovednavn på Nightmare After Christmas Tour sammen med Avenged Sevenfold og Stone Sour. Den 8. december 2010 udgav bandet albummets første single "Hear Me Now". Sangen blev udgivet den 13. december i radioen og på bandets YouTube-kanal og blev gjort tilgængelig som en digital single den 21. december. J-Dog sagde, at det er han favoritsang, som bandet har lavet indtil videre. Sangens tekst fortæller en historie om en person, som er deprimeret og håbløs i en meget dyster tone. Efter de første par dage efter udgivelsen kom den på nummer 2 på iTunes Rock Chart.
Den 11. januar 2011 udtalte bandet, at det nye album ville have titlen American Tragedy. Dagen efter udgav de en smagsprøve på deres YouTube-kanal. Den 21. januar udgav de en ny sang, "Comin' in Hot", som var gratis at downloade. De afslørede i traileren til "Comin' in Hot", at det nye album ville blive udgivet i marts 2011. I senere interviews udtalte bandet sig om, at deres album ville blive udgivet den 8. marts 2011. Men den 22. februar 2011 blev det meddelt, at albummet blev udskudt til den 5. april 2011.
Den 6. februar 2011 udgav bandet en anden sang "Been to Hell", som også var gratis at downloade. J-Dog sagde, at han ville blive ved med at udgive "prøver" gratis, indtil albumment kom ud.
American Tragedy viste sig at blive mere succesfuld end deres første album Swan Songs, da den solgte 66.915 eksemplarer den første uge, mens Swan Songs kun solgte 21.000 kopier den første uge. American Tragedy toppede som nummer 4 på Billboard 200, mens Swan Songs højeste placering var som nummer 22. Den toppede også som nummer 2 på mange andre hitlister og blev nummer 1 på Billboards Top Hard Rock Albums. Albummet var også succesfuld i andre lande, den toppede som nummer 5 i Canada og nummer 43 i Storbritannien.
For at promovere albummet var bandet hovednavn på Revolt Tour sammen med 10 Years, Drive A og New Medicine i april og maj 2011. Efter turen spillede bandet forskellige steder i Europa, Canada og Australien. De var også hovednavn på Endless Summer Tour sammen med All That Remains og Hyro da Hero, som fandt sted fra 18. juli til 7. august 2011.
Bandet meddelte i august 2011, at de vil udgive et remixalbum af nogle sange fra American Tragedy. Albummet indeholdte remix af sange som "Bullet" og "Le Deux", og remixene er lavet af fans. En musikvideo blev udgivet til remixet af "Levitate", og albummets titel blev American Tragedy Redux, der blev udgivet 21. november 2011. Den 1. november 2011 indledte andet en ny turné med titlen "World War III Tour" med Asking Alexandria, We Came As Romans og D.R.U.G.S. Efter "World War III tour" deltog bandet med Avenged Sevenfold på "Buried Alive tour" sammen med Black Veil Brides og Asking Alexandria, som foregik fra 11. november til 14. december.

### Notes from the Underground(2012–2013)
Imens de var i gang med deres turné i forbindelse med deres album American Tragedy udtalte Charlie Scene, at de havde planer om at begynde på deres tredje studiealbum i november 2011. De ville skrive sange, mens de var i gang med "Buried Alive touren". Bandet sagde også, at albummet vil bliver mere ligesom Swan Songs end American Tragedy.
I et interview med Kevin Skinner fra The Daily Blam afslørede Charlie Scene mere information om albummet. Han afslørede, at der måske ville blive en gæsteartist, og at de ville opgradere deres masker, ligesom de også har gjort ved det gamle album. Han regnede også med, at albummet vil udkomme i sommeren 2012.
Artistdirect nævnede bandets kommende album som et af de albums, som flest ser frem til. Bandet afslørede, at Griffin Boice og Danny Lohner, som også arbejde med bandet på deres tidligere albums, var kommet tilbage for at arbejde med det nye album.
Den 19. oktober udgav de sangen "Dead Bite" sammen med en video, hvor de afslørede udgivelsesdatoen for den første single. Den 29. oktober kom singlen "We Are" sammen med albumtitlen Notes From the Underground. Den 10. december udgav bandet musikvideoen til "We Are" på deres Vevo-kanal på YouTube. De arbejde sammen med Clown fra Slipknot, som instruerede musikvideoen.
Albummet blev udgivet den 13. januar 2013 og solgte 53.000 kopier den første uge. Den toppede som nummer 2 på Billbord 200 og nummer 1 på Canadas Top Albums-hitliste, hvilket gør albummet til det, som har fået den bedste bedømmelse.

### Day of the Dead(2014–2015)
I 2013 meddelt Hollywood Undead, at de havde planer om at udgive et nyt studiealbum i 2014. I oktober 2014 udkom singlen "Day of the Dead" og den anden single "Usual Suspects" udkom 17. februar 2015 og den tredje single "Gravity" udkom ugen efter. Albummet Day of the Dead blev udgivet den 31. marts 2015.

### FiveogPsalms(2017–2018)
Den 24. juli 2017 blev musikvideoen til sangen "California Dreaming" udgivet. Det var den første single fra deres kommende album Five (Skrevet som "V" på coveret af albummet). Efterfølgende udgav de også en musikvideo til sangen "Whatever It Takes" og senere også musikvideoen til singlen "Renegade". Den 10. oktober blev det offentliggjort, at bandmedlemmet Matthew "Da Kurlzz" Busek havde forladt bandet efter 12 år. Kort tid efter udgav bandet deres fjerde og sidste single fra albummet, "We Own The Night". Bandets har siden udgivet musikvideoer til sangene "Black Cadillac", "Your Life", og "Riot". 
Efter flere måneders spekulationer angående Matthew "Da Kurlzz" Buseks' afsked med bandet, forklarede bandet i et interview med METALSHOP den 21. februar 2018, at det var grundet uenigheder angående bandets musikalske retning der gjorde, at Busek valgte at forlade bandet. 
Efter udgivelsen af albummet Five, blev det annonceret 30. oktober 2018, at bandet ville udgive en EP med titlen PSALMS, der ville inkludere de to tidligere udgivelser "Gotta Let Go" og "Another Level" samt tre andre numre. Bandet har tidligere nævnt, at sangene på Ep'en var sange, der ikke originalt kom med på albummet Five. 

### New Empire(2019–)
I et interview med bandmedlemmerne Jorel "J-Dog" Decker og Jordan "Charlie Scene" Terrell 6. september 2019 blev det nævnt, at bandet regnede med at udgive deres sjette album i starten af 2020. I en udtagelse fra bandet nævnte de, at deres nye album vil komme til at have en "hårdere tone" end tidligere udgivelser.  
Den 24. oktober blev sangen "Already Dead" udgivet som den første single fra deres kommende album.  
Den 15. november udgav bandet sangen "Time Bomb" samtidig med, at navnet på deres nye album New Empire, Vol. 1 blev offentliggjort. Som navnet indikerer, vil albummet bestå af to dele, hvor den første del vil inkludere 9 sange. Titlerne på sangene er som følgende: "Time Bomb", "Heart of a Champion", "Already Dead", "Empire", "Killin' It", "Enemy", "Upside Down", "Second Chances", og "Nightmare".   
I december 2020 blev New Empire, Vol. 2 udgivet.

## Bandmedlemmer
| Nuværende medlemmer - Jorel "J-Dog" Decker – vokal, guitar, bas, keyboard, programmering (2005–i dag) - Dylan "Funny Man" Alvarez – vokal (2005–i dag) - George "Johnny 3 Tears" Ragan – vokal (2005–i dag); bas (2013–i dag) - Jordon "Charlie Scene" Terrell – vokal, guitar (2005–i dag) - Daniel "Danny" Murillo – vocals (2009–i dag); keyboard, programmering (2011–i dag); guitar, bas (2013–i dag) Nuværende turnémusikere - Matt Oloffson – trommer, percussion (2017–i dag) | Tidligere medlemmer - Jeffrey "Shady Jeff" Phillips – vokal, keyboard, programmering (2005–07) - Aron "Deuce" Erlichman – vokal, bas, keyboard, programmering (2005–09) - Matthew "Da Kurlzz" Busek – vokal, trommer, percussion (2005–17) Tidligere turnémusikere - Glendon "Biscuitz" Crain – trommer, percussion (2008–10) - Daren Pfeifer – trommer, percussion (2010–14) - Tyler Mahurin – trommer, percussion (2014–17) |  |

Tidslinje

## Diskografi
Studiealbum
- Swan Songs (2008)
- American Tragedy (2011)
- Notes from the Underground (2013)
- Day of the Dead (2015)
- Five (2017)
- New Empire, Vol. 1 (2020)
- New Empire, Vol. 2 (2020)